# Henry Denker
Henry Denker (New York, 25 novembre 1912 – New York, 15 maggio 2012) è stato uno scrittore e drammaturgo statunitense.
È stato conduttore, fra l'altro, del programma radiofonico The Greatest Story Ever Told, di ispirazione biblica.
Collabora con il Reader's Digest e vanta fra i suoi successi alcuni lavori teatrali messi in scena a Broadway. Muore all'età di 99 anni
Fra le sue opere: Processo a un medico, L'esperimento, L'errore del chirurgo dalle mani d'oro, La Forestiera, che dimostrano il suo interesse per la medicina, pur non avendo mai effettuato studi specifici.